# フェルナンド・タティス・ジュニア
フェルナンド・ガブリエル・タティス・メディーナ・ジュニア（Fernando Gabriel Tatís Medina Jr.、1999年1月2日 - ）は、ドミニカ共和国サン・ペドロ・デ・マコリス州サンペドロ・デ・マコリス出身のプロ野球選手（外野手、内野手）。右投右打。MLBのサンディエゴ・パドレス所属。愛称はエルニーニョ（El Nino）。
同名の父も元プロ野球選手（内野手）で、セントルイス・カージナルスなどでプレーした。

## 経歴

### プロ入り前
5人兄弟の長男として生まれる。

### プロ入りとホワイトソックス傘下時代
2015年7月2日にアマチュア・フリーエージェントでシカゴ・ホワイトソックスと契約してプロ入り。ホワイトソックス傘下では公式戦出場はなかった。

### パドレス時代
2016年6月4日にジェームズ・シールズとのトレードで、エリック・ジョンソンと共にサンディエゴ・パドレスへ移籍した。この年、傘下のルーキー級アリゾナリーグ・パドレスでプロデビュー。A-級トリシティ・ダストデビルズでもプレーし、2球団合計で55試合に出場して打率.273、4本塁打、25打点、15盗塁を記録した。
2017年はA級フォートウェイン・ティンキャップスとAA級サンアントニオ・ミッションズでプレーし、2球団合計で131試合に出場して打率.278、22本塁打、75打点、32盗塁を記録した。
2018年の開幕前にMLB.comが発表したプロスペクトランキングでは8位（シーズン途中で2位に上昇）、パドレスの組織内では1位にランクインした。シーズンでは開幕からAA級サンアントニオでプレーし、7月にはオールスター・フューチャーズゲームの世界選抜に選出された。だが、直後の7月25日、骨折した左手親指の手術を受けるため、残りシーズンの欠場が発表された。この年は88試合に出場して打率.286、16本塁打、43打点、16盗塁を記録した。
2019年は開幕ロースター入りを果たした。開幕戦のサンフランシスコ・ジャイアンツ戦で「6番・遊撃手」としてスタメン起用され、MLBデビューを果たし、MLB初打席でMLB初安打を記録。4月1日に行われたアリゾナ・ダイヤモンドバックス戦でMLB初本塁打を記録した。3月・4月を打率.300、6本塁打、13打点の好成績できていたが、4月28日のワシントン・ナショナルズ戦で左ハムストリングを負傷し、故障者リスト入り。6月6日のナショナルズ戦で復帰後も結果を残していたが、8月16日に背中の故障で再び故障者リスト入りし、そのまま残りシーズンを欠場した。最終成績は84試合で打率.317、22本塁打、53打点だった。守備では18失策で守備率.944と課題が残った。
オフには新人王の投票でピート・アロンソ、マイク・ソロカに次ぐ3位であった。
2020年はCOVID-19の影響で全60試合に短縮される。その中で開幕からスタメンとして活躍し、8月にはプレイヤー・オブ・ザ・マンスとプレイヤー・オブ・ザ・ウィークに選出された。また、MLB新記録となるチーム4試合連続満塁本塁打の1試合目をつくった。しかし、この満塁本塁打は大量リードと3ボールから放ったため「不文律」に触れ、相手からだけでなく監督にも苦言を呈され、タティス自身も反省を口にした。最終成績は打率.277、17本塁打、45打点だった。ポストシーズンではセントルイス・カージナルスとのワイルドカードシリーズ第2戦では2本塁打を記録した。ウィル・マイヤーズも2本塁打を記録し、ポストシーズン史上で1試合で2本塁打を2選手が記録するのは、1932年のワールドシリーズ第3戦でのヤンキースのベーブ・ルースとルー・ゲーリッグ以来の記録だった。
オフの12月9日にオールMLBチームのファーストチーム遊撃手に初選出された。
2021年はシーズン開幕前の2月1日にパドレス史上初、史上最年少で「MLB The Show 21」のカバーを務めることが発表された。
さらに、2月23日に球団側と14年総額3億4000万ドルで契約延長をしたことが発表された。オプションとして全球団トレード拒否権が含まれており、契約金として1000万ドルが含まれる。この契約はマイク・トラウトの12年総額4億2650万ドル、ムーキー・ベッツの12年総額3億6500万ドルを超えて、MLB史上最長の契約となった。同23日に記者会見を行い、「僕はファンが大好きなんだ。この街の文化も、雰囲気も大好きなんだ。そして、このチームで勝つことが全てだよ」と語った。また、かつてデレク・ジーターのようなプレイヤーになりたいと話したことについて触れ、「メジャーに入ってからずっとそのことを考えていた。僕が最も尊敬する選手たちは1つのチームに残り、そこで文化を築き、そのチームで勝者になった。僕も彼らと同じようになりたい」とコメントした。シーズンでは4月23日のドジャー・スタジアムでのドジャース戦で1試合2本塁打を記録し、22年前には同じドジャー・スタジアムで父親が1イニングで2本の満塁本塁打を記録していたため、MLB史上初の同じ日・同じ球場で2本の本塁打を記録した親子となった。4月26日にナ・リーグプレイヤー・オブ・ザ・ウィークを受賞した。7月1日にファン投票で自身初となるオールスターゲームに選出された。オールスターゲーム前日の7月12日に「1番・遊撃手」で先発出場することが発表された。7月13日に開催されたオールスターゲームでは1回裏にオールスターゲーム初打席に立ってエンゼルスの大谷翔平と対決したが凡退した。3回裏には2打席を迎えてレンジャーズのカイル・ギブソンと対決したが、またしても凡退となった。7月24日のマーリンズ戦でシーズン30本塁打を達成した。シーズンでは、打率.282、42本塁打、97打点、25盗塁を記録して自身初の本塁打王を獲得した。オフの11月23日に2年連続2度目となるオールMLBチームのファーストチーム遊撃手に選出された。
2022年はシーズン開幕前にバイク事故で手首を骨折し、開幕からの3ヶ月を離脱することになった。8月に傘下のAA級でリハビリを開始したが、同月12日にアナボリックステロイドの一種であるクロステボルの使用が発覚し、80試合の出場停止処分を受けた。
オフにザンダー・ボガーツがパドレスに移籍し正遊撃手を務めることになったため、2023年に出場停止処分が明けてからは正右翼手として起用されることになった。
2023年4月20日に復帰。8月2日のロッキーズ戦でダニエル・バードから史上4人目の早さ（362試合）で通算100本塁打を達成した。
2024年3月20日に開幕ロースター入りした。

## 選手としての特徴
現役有数の5ツールプレイヤーであり、ESPNのキース・ローは「18歳だった頃のマニー・マチャドを思わせる」と評している。

## 詳細情報

### 年度別打撃成績
| 年 度    | 球 団    | 試 合 | 打 席 | 打 数 | 得 点 | 安 打 | 二 塁 打 | 三 塁 打 | 本 塁 打 | 塁 打 | 打 点 | 盗 塁 | 盗 塁 死 | 犠 打 | 犠 飛 | 四 球 | 敬 遠 | 死 球 | 三 振 | 併 殺 打 | 打 率 | 出 塁 率 | 長 打 率 | O P S |
| -------- | -------- | ----- | ----- | ----- | ----- | ----- | -------- | -------- | -------- | ----- | ----- | ----- | -------- | ----- | ----- | ----- | ----- | ----- | ----- | -------- | ----- | -------- | -------- | ----- |
| 2019     | SD       | 84    | 372   | 334   | 61    | 106   | 13       | 6        | 22       | 197   | 53    | 16    | 6        | 0     | 3     | 30    | 1     | 5     | 110   | 4        | .317  | .379     | .590     | .969  |
| 2020     | SD       | 59    | 257   | 224   | 50    | 62    | 11       | 2        | 17       | 128   | 45    | 11    | 3        | 0     | 1     | 27    | 1     | 5     | 61    | 6        | .277  | .366     | .571     | .937  |
| 2021     | SD       | 130   | 546   | 478   | 99    | 135   | 31       | 0        | 42       | 292   | 97    | 25    | 4        | 0     | 4     | 62    | 6     | 2     | 153   | 5        | .282  | .364     | .611     | .975  |
| 2023     | SD       | 141   | 635   | 575   | 91    | 148   | 33       | 1        | 25       | 258   | 78    | 29    | 4        | 1     | 3     | 53    | 0     | 3     | 141   | 17       | .257  | .322     | .449     | .771  |
| 2024     | SD       | 102   | 438   | 398   | 64    | 110   | 21       | 1        | 21       | 196   | 49    | 11    | 3        | 0     | 1     | 32    | 0     | 7     | 96    | 8        | .276  | .340     | .492     | .832  |
| MLB：5年 | MLB：5年 | 516   | 2248  | 2009  | 365   | 561   | 109      | 10       | 127      | 1071  | 322   | 92    | 20       | 1     | 12    | 204   | 8     | 22    | 561   | 40       | .279  | .350     | .533     | .883  |

- 2024年度シーズン終了時
- 各年度の太字はリーグ最高

### 年度別打撃成績所属リーグ内順位
| 年 度 | 年 齢 | リ ｜ グ   | 打 率 | 安 打 | 二 塁 打 | 三 塁 打 | 本 塁 打 | 打 点 | 盗 塁 |
| ----- | ----- | ---------- | ----- | ----- | -------- | -------- | -------- | ----- | ----- |
| 2019  | 20    | ナ・リーグ | -     | -     | -        | -        | -        | -     | -     |
| 2020  | 21    | ナ・リーグ | -     | -     | -        | -        | 3位      | 5位   | 4位   |
| 2021  | 22    | ナ・リーグ | -     | -     | -        | -        | 1位      | 9位   | 3位   |
| 2023  | 24    | ナ・リーグ | -     | -     | -        | -        | -        | -     | 10位  |
| 2024  | 25    | ナ・リーグ | -     | -     | -        | -        | -        | -     | -     |

- -は10位未満（打率は規定打席未到達の場合も-と表記）

### ポストシーズン打撃成績
| 年 度     | 球 団     | シ リ ｜ ズ | 試 合 | 打 席 | 打 数 | 得 点 | 安 打 | 二 塁 打 | 三 塁 打 | 本 塁 打 | 塁 打 | 打 点 | 盗 塁 | 盗 塁 死 | 犠 打 | 犠 飛 | 四 球 | 敬 遠 | 死 球 | 三 振 | 併 殺 打 | 打 率 | 出 塁 率 | 長 打 率 | O P S |
| --------- | --------- | ----------- | ----- | ----- | ----- | ----- | ----- | -------- | -------- | -------- | ----- | ----- | ----- | -------- | ----- | ----- | ----- | ----- | ----- | ----- | -------- | ----- | -------- | -------- | ----- |
| 2020      | SD        | NLWC        | 3     | 14    | 11    | 5     | 5     | 1        | 0        | 2        | 12    | 5     | 0     | 0        | 0     | 0     | 3     | 1     | 0     | 3     | 0        | .455  | .571     | 1.091    | 1.662 |
| 2020      | SD        | NLDS        | 3     | 13    | 11    | 0     | 2     | 1        | 0        | 0        | 3     | 0     | 1     | 1        | 0     | 0     | 2     | 0     | 0     | 4     | 0        | .182  | .308     | .273     | .580  |
| 2024      | SD        | NLWC        | 2     | 8     | 6     | 2     | 4     | 0        | 0        | 1        | 7     | 2     | 0     | 0        | 0     | 0     | 2     | 0     | 0     | 0     | 0        | .667  | .750     | 1.167    | 1.917 |
| 2024      | SD        | NLDS        | 5     | 22    | 20    | 6     | 7     | 3        | 0        | 3        | 19    | 5     | 0     | 0        | 0     | 0     | 1     | 0     | 1     | 2     | 0        | .350  | .409     | .950     | 1.359 |
| 出場：2回 | 出場：2回 | 出場：2回   | 13    | 57    | 48    | 13    | 18    | 5        | 0        | 6        | 41    | 12    | 1     | 1        | 0     | 0     | 8     | 1     | 1     | 9     | 1        | .375  | .474     | .854     | 1.328 |

- 2024年度シーズン終了時

### 年度別守備成績
| 年 度 | 球 団 | 二塁（2B） | 二塁（2B） | 二塁（2B） | 二塁（2B） | 二塁（2B） | 二塁（2B） | 遊撃（SS） | 遊撃（SS） | 遊撃（SS） | 遊撃（SS） | 遊撃（SS） | 遊撃（SS） | 右翼（RF） | 右翼（RF） | 右翼（RF） | 右翼（RF） | 右翼（RF） | 右翼（RF） | 中堅（CF） | 中堅（CF） | 中堅（CF） | 中堅（CF） | 中堅（CF） | 中堅（CF） |
| 年 度 | 球 団 | 試 合      | 刺 殺      | 補 殺      | 失 策      | 併 殺      | 守 備 率   | 試 合      | 刺 殺      | 補 殺      | 失 策      | 併 殺      | 守 備 率   | 試 合      | 刺 殺      | 補 殺      | 失 策      | 併 殺      | 守 備 率   | 試 合      | 刺 殺      | 補 殺      | 失 策      | 併 殺      | 守 備 率   |
| ----- | ----- | ---------- | ---------- | ---------- | ---------- | ---------- | ---------- | ---------- | ---------- | ---------- | ---------- | ---------- | ---------- | ---------- | ---------- | ---------- | ---------- | ---------- | ---------- | ---------- | ---------- | ---------- | ---------- | ---------- | ---------- |
| 2019  | SD    | -          | -          | -          | -          | -          | -          | 83         | 90         | 215        | 18         | 36         | .944       | -          | -          | -          | -          | -          | -          | -          | -          | -          | -          | -          | -          |
| 2020  | SD    | -          | -          | -          | -          | -          | -          | 57         | 72         | 116        | 3          | 32         | .984       | -          | -          | -          | -          | -          | -          | -          | -          | -          | -          | -          | -          |
| 2021  | SD    | -          | -          | -          | -          | -          | -          | 102        | 113        | 217        | 21         | 45         | .940       | 20         | 33         | 1          | 0          | 1          | 1.000      | 7          | 16         | 1          | 1          | 1          | .944       |
| 2023  | SD    | 1          | 1          | 1          | 0          | 0          | 1.000      | -          | -          | -          | -          | -          | -          | 137        | 282        | 12         | 6          | 1          | .980       | 5          | 1          | 0          | 0          | 0          | 1.000      |
| 2024  | SD    | -          | -          | -          | -          | -          | -          | -          | -          | -          | -          | -          | -          | 96         | 171        | 6          | 5          | 1          | .973       | -          | -          | -          | -          | -          | -          |
| MLB   | MLB   | 1          | 1          | 1          | 0          | 0          | 1.000      | 242        | 275        | 548        | 42         | 113        | .951       | 253        | 486        | 19         | 11         | 3          | .979       | 12         | 17         | 1          | 1          | 1          | .947       |

- 2024年度シーズン終了時
- 各年度の太字はリーグ最高
- 各年度の太字年はゴールドグラブ賞受賞

### タイトル
- 本塁打王：1回（2021年）

### 表彰
- シルバースラッガー賞（遊撃手部門）：2回（2020年、2021年）
- ゴールドグラブ賞（外野手部門）：1回（2023年）
- プラチナ・ゴールド・グラブ賞：1回（2023年）
- プレイヤー・オブ・ザ・マンス：1回 （2020年8月）
- プレイヤー・オブ・ザ・ウィーク（英語版）：2回（2020年8月9日、2021年4月26日）
- オールMLBチーム[40]
  - ファーストチーム遊撃手：2回（2020年、2021年）

### 記録
MiLB
- オールスター・フューチャーズゲーム選出：1回（2018年）

MLB
- MLBオールスターゲーム選出：3回（2021年、2024年、2025年）
- en:Topps All-Star Rookie Teams（2019年、遊撃手部門）

### 背番号
- 23（2019年 - 2021年、2023年 - ）

## 出演

### ゲーム
- MLB The Show 19（英語版）（2019年3月26日、サンディエゴ・スタジオ（英語版））
- MLB The Show 20（英語版）（2020年3月17日、サンディエゴ・スタジオ）
- MLB The Show 21（英語版）（2021年4月20日、サンディエゴ・スタジオ）
- MLB The Show 22（英語版）（2022年4月5日、サンディエゴ・スタジオ）